# Дыдымов, Абдул-Вагаб
Абдул-Вагаб-Хаджи́ Дыды́мов (кум. Дыдымланы Абдулвагьап-гьажи Атай-гьажины уланы; 1854, Аксай — после 1937) — шейх накшбандийского тариката, кумыкский просветитель, основатель Аксаевского медресе.

## Биография
Родился в селении Аксай в семье зажиточного узденя Атая-Хаджи Дыдымова. Получил высшее духовное образование.
С 1904 г. — шейх накшбандийского тариката. В начале XX века на собственные средства открыл медресе в Аксае, что способствовало превращению Аксая в крупнейший центр изучения и преподавания ислама и арабского языка в Терской области. В медресе преподавали видные учёные и просветители: поэты Нухай Батырмурзаев, Манай Алибеков, Абдурашид Арсланмурзаев, а также приглашённые Гусейн-Хаджи из Бахчисарая, Исхак-Хаджи из Казани, Абусупьян Акаев из Нижнего Казанища и др. Наряду с теологическими дисциплинами в медресе преподавали историю, математику, географию, другие светские науки. Среди известных учеников медресе — драматург Алимпаша Салаватов, поэт Абдулвагаб Сулейманов и другие.
До революции встречался с финским тюркологом Йоном Рамстедом.
Поддерживал тесные связи с известными в Дагестане и за его пределами духовными и политическими деятелями: Али-Хаджи Акушинским, Абусупьяном Акаевым, Джалалутдином Коркмасовым, Нажмутдином Гоцинским. Благодаря его благотворительной деятельности была реставрирована джума-мечеть, построены центральная улица в селении Аксай и мост через реку Аксай, открыто медресе в селении Дылым.
В годы гражданской войны был сторонником Али-Хаджи Акушинского и социалистов. В конце 1919 — начале 1920 годов, несмотря на определённые идеологические разногласия, он более 3-х месяцев прятал у себя в доме одного из лидеров дагестанских большевиков Коркмасова, разыскивавшегося контрразведкой полковника Бичерахова. Когда 11-я армия РККА подошла к Кизляру, Дыдымов отвёз Коркмасова к реке Терек, переправил его на другой берег и таким образом спас от смерти.
18 февраля 1930 года был арестован органами ОГПУ, осуждён на пять лет лагерей с лишением всех прав и имущества и сослан в Архангельскую область. Отбыв весь срок, поселился в Чечне. В 1937 году арестован повторно, 10 декабря того же года приговорён к 10 годам заключения и погиб в застенках НКВД. 1 декабря 1988 года постановлением Верховного суда Дагестанской АССР полностью реабилитирован.
Родственником шейха был советский кумыкский поэт Вагит Дыдымов; в числе потомков Абдул-Вагаб-Хаджи Дыдымова — дагестанский юрист Заур Дыдымов.
Оставил своим потомкам в наследство подшивку всех номеров газеты «Муссават», издававшейся в 1917 г.